# Улдуз (фильм, 1964)
Улдуз (другое название — Любовь и лимандры) (азерб. Ulduz) — азербайджанская советская музыкальная комедия 1964 года производства киностудии «Азербайджанфильм».

## Синопсис
Музыкальная кинокомедия о любви двух молодых людей, а также работе в колхозе. Фильм поставлен по одноимённой оперетте композитора Сулеймана Алескерова.

## Создатели фильма

### В ролях
Тамила Рустамова — Улдуз
Гаджимурад Ягизаров — Бахтияр
Лютфали Абдуллаев — Магомед
Насиба Зейналова — Зулейха
Малейка Агазаде — Назиля
Башир Сафароглу — Гюлюмсаров
Гаджибаба Багиров — Мохсун
Сиявуш Аслан — Шубай
Сугра Багирзаде — Этар
Бахадур Алиев — Гадир
Азизага Гасымов — Алиш
Наджиба Бейбутова — Тамам
Мамедсадых Нуриев — Байрам
Фазиль Салаев — фотограф
Рамиз Меликов — деревенщик
Гаджи Исмаилов — танцовщик
Мирзабаба Меликов — деревенщик
Алигейдар Гасанзаде — Абилкасум
Азад Дадашов — Махир

#### Роли дублировали
Гулумсаров - Исмаил Эфендиев
Мохсун - Мелик Дадашов
Улдуз - Амина Юсифкызы
Бахтияр - Мухлис Джанизаде
Шубай - Гасан Турабов

### Административная группа
оригинальный текст: Сулейман Аскеров
авторы сценария: Агарза Гулиев, Хусейн Наджафов, Юлий Фогельман
либретто: Сабит Рахман
тексты песен: Зейнал Джаббарзаде
режиссёр-постановщик: Агарза Гулиев
оператор-постановщик: Юлий Фогельман
художник-постановщик: Камиль Наджафзаде
композитор: Сулейман Алескеров
режиссёр: Нияз Шарифов
художник-костюмер: Фаиг Ахмедов
звукооператор: Шамиль Каримов
редактор: Хусейн Наджафов
ассистенты режиссёра: Л. Берладир, Аскер Исмаилов
ассистенты оператора: Эдуард Галакчиев, Валерий Керимов
ассистент художника: А. Азизов
постановка танцев: Амина Дильбази
художник-гримёр: Е. Скаченкова, Тельман Юнусов
второй оператор: Юлий Фогельман
второй художник: Н. Харбиков
оркестр: Азербайджанский оркестр музыкальной театральной комедии
музыкант и дирижёр: Сулейман Алескеров
директор фильма: Башир Гулиев
в фильме поют: Лютфияр Иманов, Мирза Бабаев, Мобил Ахмедов, Лютфали Абдуллаев, Насиба Зейналова

## Зарубежная музыка, использованная в фильме
- Твист Chubby Checker - Let's Twist Again. Герои Байрам и Назиля танцуют зарубежный танец, а герой Магомед сначала танцует танец, а затем крутит перед Назилёй у виска и вдобавок дует рукой вниз[3].